# Memphis Grizzlies
O Memphis Grizzlies é um time de basquete da National Basketball Association localizado em Memphis, Tennessee. O time foi fundado em 1995, como Vancouver Grizzlies, e esteve no Canadá de 1995 a 2001. As cores do uniforme são azul claro, azul médio, azul escuro, branco  e amarelo. O time nunca ganhou um campeonato da NBA.
É o único time do Tennessee nas quatro ligas norte-americanas que joga em Memphis (os outros três são de Nashville, o Nashville SC da MLS, o Tennessee Titans da NFL e o Nashville Predators da NHL).

## História

### Vancouver
Em 1993, a NBA resolveu expandir-se para o Canadá, onde a liga estava ausente desde o Toronto Huskies em 1946-7. Naquele mesmo ano Toronto ganhou o direito de ter outro time - mais tarde batizado Toronto Raptors - e em fevereiro de 1994, Arthur Griffiths, dono do time da NHL Vancouver Canucks, recebeu uma franquia para Vancouver, a jogar em um novo ginásio estava sendo construído, o General Motors Place. Apesar do nome inicial para o time ser Mounties, após reclamações da Real Polícia Montada do Canadá foram batizados Vancouver Grizzlies, inspirados no urso-cinzento que habita a Colúmbia Britânica. Ambos os times homenagearam o inventor do basquete, James Naismith com uma cor de uniforme (os Raptors com "prata Naismith" e os Grizzlies com "azul Naismith"). Antes da inauguração, Griffiths se associou ao empresário de Seattle John McCaw, Jr. para criar uma companhia-mãe pros Grizzlies, Canucks e o ginásio, batizada Orca Bay Sports & Entertainment.
Para a estréia em 1995, os Grizzlies e Raptors receberam 12 jogadores de outros times e dois convocados no draft. Os Grizzlies começaram com duas vitórias (92-80 contra os Trail Blazers em Portland, e 100-98 contra o Minnesota Timberwolves no primeiro jogo em casa), mas tiveram o pior resultado da temporada 1995-6, com direito a um recorde de 23 derrotas consecutivas na mesma temporada (superado em 2010-11 pelo Cleveland Cavaliers, que perdeu 26 jogos). Para a temporada seguinte, os Grizzlies chamaram Shareef Abdur-Rahim no draft, que se tornou estrela do time, mas novamente teve o pior resultado.
Nas duas temporadas que seguiram, os Grizzlies continuaram sendo o time com pior aproveitamento - sendo que na temporada encurtada de 1998-9, conseguiram apenas 8 vitórias. Os jogos dos Grizzlies começaram a cair em público, e a Orca Bay perdia dinheiro. Após rejeitarem uma proposta dos donos do St. Louis Blues porque envolvia mudar para o Missouri, venderam o time para o empresário Michael Heisley em 2000. O apoio da torcida reiniciou, mas não durou pelo baixo rendimento.
Assim, ao final da temporada da NBA de 2000-01 Heisley resolveu relocar o time. Após considerar propostas de Nova Orleans, St. Louis, Louisville, Anaheim e Dixmoor (um subúrbio de Chicago), o time se realojou em Memphis, Tennessee, após a liga aprovar a mudança em julho de 2001. Foi a primeira relocação desde 1985, quando o Sacramento Kings saiu de Kansas City para a Califórnia.

### Memphis
As primeiras escolhas do time após a mudança foram o espanhol Pau Gasol, que fora adquirido através de uma troca com o Atlanta Hawks (pela então estrela do time Shareef Abdur-Rahim) e acabou eleito o novato do ano, e Shane Battier, que se tornou uma liderança no time e favorito dos fãs. Após a saída do diretor técnico Billy Knight, Jerry West fora contratado. Após a chegada de West o time mudou muito, com o técnico Sidney Lowe saindo após começar a temporada com 8 derrotas e novas contratações. O time alcançou seus primeiros playoffs em 2003-4 (perdendo para o San Antonio Spurs por 4-0), com West sendo eleito Executivo do Ano e o técnico Hubie Brown o Técnico do Ano pelo feito. A temporada também marcou a chegada do Grizzlies ao recém-inaugurado FedExForum, após três anos jogando na Pyramid Arena.
Brown saiu do time em Novembro de 2004, mas o novo técnico Mike Fratello levou o time a mais dois playoffs (perdendo para os Phoenix Suns em 2005 e os Dallas Mavericks em 2006, ambas por 4-0), e em 2006 Mike Miller foi eleito Sexto Homem do Ano.
Em 2006, os Grizzlies mandaram Battier para o Houston Rockets em troca de Rudy Gay e Stromile Swift (que jogara no time entre 2000 e 2005), e com Pau Gasol quebrando um pé durante o Mundial de 2006, o time teve o pior resultado da temporada, com 22 vitórias e 60 derrotas. Com isso, Jerry West anunciou sua demissão. Assume em seu lugar Chris Wallace, que já foi executivo do Boston Celtics
Em Fevereiro de 2008, Pau Gasol fora negociado aos Los Angeles Lakers em troca de Kwame Brown, Javaris Crittenton, Aaron McKie, direitos de Marc Gasol (irmão mais novo de Pau), e escolhas nas primeiras rodadas do Draft de 2008 e 2010.
No dia do Draft da temporada 2008-09, os Grizzlies fizeram uma troca com o Minnesota Timberwolves, enviando Mike Miller, Brian Cardinal e os direitos da escolha de número 5 no draft, Kevin Love, por Marko Jaric, Greg Buckner e os direitos da terceira escolha deste mesmo draft, O.J. Mayo.
Em 2009, o Los Angeles Clippers mandou Zach Randolph para os Grizzlies em troca de Quentin Richardson. As boas atuações de Randolph o fizeram ser convocado para o All-Star Game e quase qualificar o Grizzlies para os playoffs naquele ano. Com Randolph jogando em um nível de super-estrela e Marc Gasol sendo um dos melhores jogadores defensivos, o Grizzlies terminaram a temporada 2011 com um recorde de 46-36, alcançando a última vaga nos Playoffs da conferência Oeste.
Durante os playoffs de 2011, mesmo nunca tendo ganho um jogo na segunda fase antes, conseguiram eliminar o time de melhor campanha da conferência Oeste, o San Antonio Spurs, e se classificar para as semifinais da conferência, onde foram derrotados pelo Oklahoma City Thunder em 7 jogos. Em 2012 voltaram aos playoffs como o quarto melhor time do Oeste, onde forçaram o sétimo jogo contra o Los Angeles Clippers mas acabaram eliminados na primeira rodada.
Antes da temporada da NBA de 2012-13, o time passou por muitas mudanças. Mayo foi para os Mavericks, Michael Heisley vendeu o time para o empresário Robert J. Pera (dono da empresa de tecnologia sem fio Ubiquiti) e diversos jogadores foram dispensados em prol de abrir espaço para pagamentos. Tony Wroten foi adquirido no draft, e em trocas vieram Jerryd Bayless, Wayne Ellington e Jon Leuer.  Em janeiro de 2013, em negociação tripla com os Raptors e o Detroit Pistons, Rudy Gay foi para Toronto em troca de Ed Davis, enquanto o Grizzlies conseguia de Detroit o veterano Tayshaun Prince e o jovem Austin Daye. Com o quinto melhor resultado da conferência, procederam em vingar suas duas últimas derrotas nos Playoffs ao bater os campeões do Pacífico Clippers por 4-2 de virada, e o Thunder - que apesar de ter fechado como primeiro da conferência estava sem Russell Westbrook após uma lesão na primeira rodada - por 4-1 para suas primeiras finais da Conferência Oeste. Apesar de forçar dois jogos seguidos para a prorrogação, os Grizzlies acabariam varridos pelo Spurs por 4-0.

## Números Aposentados
| Memphis Grizzlies números aposentados |               |         |           |                        |
| No.                                   | Jogador       | Posição | Anos      | Data da cerimônia      |
| 33                                    | Marc Gasol    | C       | 2008–2019 | 31 de janeiro de 2024  |
| 50                                    | Zach Randolph | PF      | 2009–2017 | 11 de dezembro de 2021 |
|                                       | Don Poier     | Locutor | 1995–2005 | 20 de abril de 2005    |